# 24948 Babote
24948 Babote este un asteroid din centura principală de asteroizi.

## Descriere
24948 Babote este un asteroid din centura principală de asteroizi. A fost descoperit pe 9 iulie 1997 la Observatoire des Pises din Parcul național din Cévennes. Asteroidul prezintă o orbită caracterizată de o semiaxă mare de 2,81 ua, o excentricitate de 0,09 și o înclinație de 8,4° în raport cu ecliptica.